# Tratado de Constantinopla (1800)
O Tratado de Constantinopla de 2 de abril [OS 21 de março] de 1800 foi concluído entre o Império Otomano e o Império Russo e anunciou a criação da República Septinsular, o primeiro estado grego autônomo desde a queda do Império Bizantino.
O novo estado compreendia as Ilhas Jônicas, sete ilhas ao largo da costa ocidental da Grécia, que estiveram sob o domínio veneziano por séculos e, portanto, escaparam da conquista otomana, ao contrário do continente grego. Após a queda da República de Veneza em 1797, as ilhas ficaram sob domínio francês. Inicialmente populares, os franceses rapidamente alienaram os gregos com suas políticas anticlericais e, especialmente, a nobreza nativa das ilhas, com seus ideais republicanos. Em 1798, os russos e otomanos lançaram uma expedição conjunta contra as ilhas controladas pelos franceses, culminando na captura de Corfu em 1799. Na sequência, representantes da nobreza das ilhas foram para a capital otomana, Constantinopla, e a capital russa, São Petersburgo, para garantir o autogoverno da ilha. As negociações resultantes levaram à criação da República Septinsular como uma república federal sob a suserania do sultão otomano. Uma constituição conservadora e reacionária, a chamada "Constituição bizantina", foi emitida ao mesmo tempo e consagrou o domínio da nobreza nos assuntos das ilhas. Na prática, as ilhas permaneceram sob influência russa e não otomana, e os desenvolvimentos políticos internos resultaram na adoção de uma nova constituição já em 1801. A  República Septinsular sobreviveria até 1807.